# Municipio de Tlanalapa
Tlanalapa es uno de los ochenta y cuatro municipios que conforman el estado de Hidalgo, en México. La cabecera municipal y también la localidad más poblada es Tlanalapa.
El municipio se localiza al sur del territorio hidalguense, entre los paralelos 19°45′ y 19°54′ de latitud norte y los meridianos 98°30′ y 98°40′ de longitud oeste, con una altitud entre 2500 y 3100 m s. n. m. Este municipio cuenta con una superficie de 82.90 km², y representa el 0.40 % de la superficie del estado; dentro de la región geográfica denominada altiplanicie pulquera.
Colinda al norte con los municipios de Zempoala y Singuilucan; al este con los municipios de Singuilucan y Tepeapulco; al sur con el municipio de Tepeapulco y el estado de México; al oeste con el estado de México y el municipio de Zempoala.

## Toponimia
La palabra Tlanalapa proviene del náhuatl Tlan ‘lugar’, atl ‘agua’ y pan ‘sobre’; por lo que su significado es «Lugar sobre la abundancia (agua)».

## Geografía

### Relieve e hidrográfica
En cuanto a fisiografía se encuentra dentro de las provincias del Eje Neovolcánico; dentro de la subprovincia Lagos y Volcanes de Anáhuac. Su territorio es llanura (67.0 %) y lomerío (33.0 %). Existen algunos relieves rodeados por algunos cerros y partes rocosas que son manifestaciones volcánicas.
En cuanto a su geología corresponde al periodo neógeno (68.71%) y cuaternario (27.0%). Con rocas tipo ígnea extrusiva: volcanoclástico (42.0%), basalto (21.0%), toba básica (10.0%), andesita (8.71%) y brecha volcánica básica (2.0%); suelo: aluvial (12.0%). En cuanto a cuanto a edafología el suelo dominante es phaeozem (71.71%), leptosol (18.0%) y regosol (6.0%).
En lo que respecta a la hidrología se encuentra posicionado en la región hidrológica del Pánuco; en la cuenca del río Moctezuma; dentro de la subcuenca del río Tezontepec.

### Clima
El municipio presenta en toda su extensión un clima Semiseco templado (77.0%), templado subhúmedo con lluvias en verano, de menor humedad (14.0%), templado subhúmedo con lluvias en verano, de humedad media (7.0%) y semifrío subhúmedo con lluvias en verano, de mayor humedad (2.0%).
Registra una temperatura media anual de 14.1 °C., con una precipitación pluvial de 490 milímetros por año y el período de lluvias es de marzo a septiembre.

### Ecología
En flora su vegetación en la parte sur y oeste, se presenta vegetación compuesta por matorral inerme y nopalera, con pastizal inducido, subinerme y nopalera, inerme pastizal natural y nopalera. En la parte norte existe el tipo de vegetación secundaria como: Bosque de sabinos con matorral inerme, bosque de encino y matorral inerme. En cuanto a fauna se cuenta con coyote, mapache, zorro, lince, cacomiztle tlacuache, zorrillo, comadreja, ardillas, conejo, liebre, tuza, y rata silvestre.

## Demografía

### Población
De acuerdo a los resultados que presentó el Censo Población y Vivienda 2020 del INEGI, el municipio cuenta con un total de 11 113 habitantes, siendo 5366 hombres y 5747 mujeres. Tiene una densidad de 134.0 hab/km², la mitad de la población tiene 33 años o menos, existen 93 hombres por cada 100 mujeres.
El porcentaje de población que habla lengua indígena es de 0.15 %, el porcentaje de población que se considera afromexicana o afrodescendiente es de 0.20 %. Tiene una Tasa de alfabetización de 98.9 % en la población de 15 a 24 años, de 96.7 % en la población de 25 años y más. El porcentaje de población según nivel de escolaridad, es de 3.0 % sin escolaridad, el 48.8 % con educación básica, el 25.6 % con educación media superior, el 22.4 % con educación superior, y 0.1 % no especificado.
El porcentaje de población afiliada a servicios de salud es de 72.8 %. El 68.6 % se encuentra afiliada al IMSS, el 22.6 % al INSABI, el 7.4 % al ISSSTE, 0.0 % IMSS Bienestar, 0.4 % a las dependencias de salud de PEMEX, Defensa o Marina, 1.8 % a una institución privada, y el 0.5 % a otra institución. El porcentaje de población con alguna discapacidad es de 5.0 %. El porcentaje de población según situación conyugal, el 39.1 % se encuentra casada, el 30.5 % soltera, el 17.2 % en unión libre, el 6.0 % separada, el 2.5 % divorciada, el 4.8 % viuda.
Para 2020, el total de viviendas particulares habitadas es de 3187 viviendas, representa el 0.4 % del total estatal. Con un promedio de ocupantes por vivienda 3.5 personas. Predominan las viviendas con tabique y block. En el municipio para el año 2020, el servicio de energía eléctrica abarca una cobertura del 99.0 %; el servicio de agua entubada un 87.5 %; el servicio de drenaje cubre un 96.8 %; y el servicio sanitario un 98.6 %.

### Localidades
Para el año 2020, de acuerdo al Catálogo de Localidades, el municipio cuenta con 21 localidades.
| Código INEGI | Localidad                       | Población (2020) | Porcentaje (%) | Ámbito Población | Categoría Población |
| ------------ | ------------------------------- | ---------------- | -------------- | ---------------- | ------------------- |
| 130720001    | Tlanalapa                       | 8062             | 72.55          | Urbana           | Cabecera municipal  |
| 130720020    | San Isidro (Fraccionamiento)    | 1277             | 11.49          | Rural            | Comunidad           |
| 130720005    | Chiconcuac                      | 769              | 6.92           | Rural            | Comunidad           |
| 130720002    | Bellavista                      | 388              | 3.49           | Rural            | Ranchería           |
| 130720003    | Benito Juárez                   | 213              | 1.92           | Rural            | Ranchería           |
| 130720010    | San Vicente                     | 142              | 1.28           | Rural            | Ranchería           |
| 130720022    | Miguel Hidalgo [Colonia]        | 102              | 0.92           | Rural            | Ranchería           |
| 130720018    | Kilómetro 27 [Colonia]          | 52               | 0.47           | Rural            | Ranchería           |
| 130720009    | Tepechichilco                   | 39               | 0.35           | Rural            | Ranchería           |
| 130720043    | La Trinidad                     | 24               | 0.22           | Rural            | Ranchería           |
| 130720032    | El Nopalito [Rancho]            | 8                | 0.07           | Rural            | Ranchería           |
| 130720039    | Silverio Hernández Pérez        | 8                | 0.07           | Rural            | Ranchería           |
| 130720007    | San Isidro [Rancho]             | 6                | 0.05           | Rural            | Ranchería           |
| 130720019    | Kilómetro 28 [Colonia]          | 5                | 0.04           | Rural            | Ranchería           |
| 130720035    | San Judas Tadeo                 | 5                | 0.04           | Rural            | Ranchería           |
| 130720045    | Mi Ranchito                     | 3                | 0.03           | Rural            | Ranchería           |
| 130720037    | Teodoro Castillo Roldan         | 3                | 0.03           | Rural            | Ranchería           |
| 130720041    | Colonia de la Rosa              | 2                | 0.02           | Rural            | Ranchería           |
| 130720011    | Exhacienda San Pedro Tochatlaco | 2                | 0.02           | Rural            | Ranchería           |
| 130720044    | Rancho de los Flores            | 2                | 0.02           | Rural            | Ranchería           |
| 130720021    | Los Arcos (Santa Inés) [Rancho] | 1                | 0.01           | Rural            | Ranchería           |

## Política
Se erigió como municipio el 8 de agosto de 1865. El Ayuntamiento está compuesto por: un presidente municipal, un síndico, ocho regidores, y trece delegados municipales. De acuerdo al Instituto Nacional electoral (INE) el municipio está integrado por ocho secciones electorales, de la 1395 a la 1402.
Para la elección de diputados federales a la Cámara de Diputados de México y diputados locales al Congreso de Hidalgo, se encuentra integrado al distrito electoral federal 7 de Hidalgo, y al distrito electoral local 18 de Hidalgo. A nivel estatal administrativo pertenece a la Macrorregión II y a la Microrregión XXIV, además de a la Región Operativa V Apan.

### Cronología de presidentes municipales
| Periodo                  | Nombre                            | Afiliación política        |
| ------------------------ | --------------------------------- | -------------------------- |
| 1949-1952                | Proceso Alonso Lugardo            | -                          |
| 1952-1955                | Martín Velázquez Espinosa         | -                          |
| 1955-1958                | Valente Ortega Ostria             | -                          |
| 1958-1961                | José Contreras Alvarado           | -                          |
| 1961-1964                | Evencio Castillo Rivera           | -                          |
| 1964-1967                | Cirilo Calderón Acosta            | -                          |
| 1967-1970                | Bonifacio Alonso Aguilar          | -                          |
| 1970-1973                | Noé Martínez Gutiérrez            | -                          |
| 1973-1976                | Cándido Ramírez Fernández         | -                          |
| 1976-1979                | Cecilio Hernández Ortega          | -                          |
| 1979-1982                | José Encarnación Castillo Juáre   | -                          |
| 1982-1985                | Alberto Suárez Barrera            | -                          |
| 1985-1988                | Marcos Martínez Ortega            | -                          |
| 1988-1991                | Marcos Lazcano Ramírez            | -                          |
| 1991-1994                | Agustín Juárez Castillo           | -                          |
| 16/01/1994 al 15/01/1997 | Enrique Yudico Lazcano            | PRI                        |
| 16/01/1997 al 15/01/2000 | Flavio Castillo Juárez            | PRI                        |
| 16/01/2000 al 15/01/2003 | Alejandro Castillo Sánchez        | PRI                        |
| 16/01/2003 al 15/01/2006 | Tomas Juárez Ramírez              | PAN                        |
| 16/01/2006 al 15/01/2009 | Francisco Castañeda Castillo      | PRI                        |
| 16/01/2009 al 15/01/2012 | Alejandro Castillo Sánchez        | PRI                        |
| 16/01/2012 al 04/09/2016 | Arturo Ramírez Damián             | PAN                        |
| 05/09/2016 al 04/09/2020 | Francisco Javier Hernández Cortez | Independiente              |
| 05/09/2020 al 14/12/2020 | Aurelio Sarabia Sánchez           | Concejo municipal Interino |
| 15/12/2020 al 04/09/2024 | Saúl García Ordóñez               | PMC                        |
| 05/09/2024 al 04/09/2027 | Abril Martínez Portillo           | PNALH                      |

## Economía
En 2015 el municipio presenta un IDH de 0.784 Alto, por lo que ocupa el lugar 7.º a nivel estatal; y en 2005 presentó un PIB de $596,117,428.00 pesos mexicanos, y un PIB per cápita de $68,820.00 (precios corrientes de 2005).
De acuerdo con el Consejo Nacional de Evaluación de la Política de Desarrollo Social (Coneval), el municipio registra un Índice de Marginación Muy Bajo. El 42.0% de la población se encuentra en pobreza moderada y 5.1% se encuentra en pobreza extrema. En 2015, el municipio ocupó el lugar 5 de 84 municipios en la escala estatal de rezago social.
A datos de 2015, en materia de agricultura los principales cultivos que se siembran y cosechan son: maíz con una superficie sembrada de 219 hectáreas, cebada con 3330 hectáreas y el frijol con 50 hectáreas. En ganadería se cría ganado bovino de carne y leche, el cual cuenta con una población de 407 cabezas, caprino con 1227 cabezas, porcino con 471 cabezas y ovino con 7277 cabezas. En relación con la avicultura, en algunas localidades del Municipio se cuenta con aves de postura y engorda, con una población de 3320 aves de corral.
Para 2015 se cuenta con 349 unidades económicas, que generaban empleos para 940 personas. En lo que respecta al comercio, se cuenta con dos tianguis, una tienda Diconsa y una lecheras Liconsa; además de un mercado p+ublico. De acuerdo con cifras al año 2015 presentadas en los censos económicos del INEGI, la Población Económicamente Activa (PEA) del municipio asciende a 4193 personas de las cuales 3861 se encuentran ocupadas y 332 se encuentran desocupadas. El 4.12%, pertenece al sector primario, el 46.67% pertenece al sector secundario, el 48.17% pertenece al sector terciario y el 1.04% no especificaron.